# Batalla de Majuba
La batalla de la colina de Majuba, que tuvo lugar el 27 de febrero de 1881, fue la batalla final y decisiva de la primera guerra bóer, que supuso una rotunda victoria para los bóeres. El mayor general británico Sir George Pomeroy Colley ocupó la cima de la colina en la noche del 26 al 27 de febrero de 1881. El motivo de Colley para ocupar la colina de Majuba, cerca de Volksrust, ahora en Sudáfrica, puede haber sido la ansiedad de que los bóeres pronto la ocuparan ellos mismos, ya que había presenciado cómo cavaban trincheras en dirección a la colina.
Los bóeres creían que Colley podría haber estado intentando flanquear sus posiciones en Laing's Nek. Los bóeres consideraban que la colina no era escalable con fines militares, por lo que es posible que Colley intentara enfatizar el poder británico y atemorizar al campamento bóer.
Algunos consideran que esta batalla fue una de las derrotas "más humillantes" sufridas por los británicos en su historia militar:

"Es difícil negar que la incursión holandesa en el Medway compite con la batalla de Majuba en 1881 y la caída de Singapur en 1942 por la nada envidiable distinción de ser la derrota más humillante sufrida por las armas británicas".

## Batalla
El grueso de los 405 soldados británicos que ocupaban la colina eran 171 hombres del 58.º Regimiento (dos compañías) con 141 hombres (tres compañías) del 92.º Regimiento Gordon Highlanders y una pequeña brigada naval del HMS Dido. Cada hombre llevaba 70 cartuchos de munición, una botella de agua llena, raciones para tres días, una sábana impermeable y un abrigo. Dos compañías del 60.º Regimiento de Fusileros (King's Royal Rifle Corps) que habían acompañado a la columna se quedaron en las laderas como piquetes y para proteger las líneas de comunicación. El general George Pomeroy Colley no había traído artillería a la cima y no ordenó a sus hombres que se atrincheraran, en contra del consejo de varios de sus subordinados (y cada compañía llevaba cuatro picos y seis palas), ya que esperaba que los bóeres se retiraran cuando vieran que su posición en Laing's Nek era insostenible. También trajeron un heliógrafo, que utilizaron para enviar algunas señales al campamento. Sin embargo, los bóeres formaron rápidamente un grupo de asalto, liderado por Nicolaas Smit, con voluntarios de varios grupos, con un total de al menos 450 hombres para atacar la colina.
Al amanecer, a las 4:30, los 92.º Highlanders cubrían un amplio perímetro de la cumbre, y un puñado de ellos ocupaban Gordon's Knoll en el lado derecho de la cumbre. Sin percatarse de la presencia de las tropas británicas hasta que los 92.º Gordon Highlanders comenzaron a gritar y a agitar los puños, los bóeres comenzaron a entrar en pánico por miedo a un ataque de artillería. Tres grupos de asalto bóer de 100 a 200 hombres cada uno comenzaron un lento avance colina arriba, liderados por el corneta de campo Stephanus Roos, el comandante Daniel J.K. Malan y el comandante Joachim Ferreira. Los bóeres, los mejores tiradores, mantuvieron a raya a su enemigo en las laderas mientras los grupos cruzaban el terreno abierto para atacar Gordon's Knoll, donde, a las 12:45, los hombres de Ferreira abrieron un tremendo fuego sobre el montículo expuesto y lo capturaron. El general bóer Petrus Jacobus Joubert señaló más tarde que los fusiles británicos apuntaban a 400-600 metros mientras que la batalla se desarrollaba a unos 50-100 metros, ya que los oficiales británicos no habían ordenado a las tropas que cambiaran sus armas. Por lo tanto, dispararon cuesta abajo sobre las cabezas de los atacantes bóeres expuestos.
Colley estaba en su tienda cuando le informaron del avance de los bóeres, pero no tomó ninguna acción inmediata hasta que varios subordinados le advirtieron de la gravedad del ataque. Durante la siguiente hora, los bóeres invadieron la línea británica y se enfrentaron a los británicos a larga distancia. Rechazando la acción de combate cuerpo a cuerpo, acabaron con los soldados británicos uno por uno. Los bóeres podían aprovechar la maleza y la hierba alta que cubría la colina, algo para lo que los británicos no estaban entrenados. Fue en esa etapa cuando la disciplina británica comenzó a resquebrajarse: las tropas no podían ver a sus oponentes y recibían muy poca dirección de sus oficiales, y entraron en pánico y comenzaron a huir. Cuando se vieron más bóeres rodeando la montaña, la línea británica se derrumbó y muchos huyeron atropelladamente de la colina. Los Gordons mantuvieron su posición durante más tiempo, pero una vez que fueron derrotados, la batalla terminó. Los bóeres pudieron lanzar un ataque, que destrozó la línea británica, que ya se estaba desmoronando.
En medio de una gran confusión y una creciente matanza entre sus hombres, Colley intentó una retirada combativa, pero fue asesinado por tiradores bóer. El resto de la fuerza británica huyó por las laderas traseras de Majuba, donde más fueron alcanzados por los tiradores bóer que disparaban desde la cima. El 15.º Regimiento de Húsares y el 60.º Regimiento de Fusileros , que habían marchado desde una base de apoyo en Mount Prospect, organizaron una acción de retaguardia fallida, pero eso tuvo poco impacto en las fuerzas bóer. Un total de 285 británicos murieron, fueron capturados o resultaron heridos, incluido el capitán Cornwallis Maude, hijo del ministro de gobierno Cornwallis Maude, primer conde de Montalt.
Varios soldados heridos que pronto se vieron rodeados por soldados bóeres dieron su versión de lo que había pasado ese día. Muchos bóeres eran jóvenes granjeros armados con fusiles. La revelación de que soldados con formación profesional habían sido derrotados por jóvenes granjeros liderados por un puñado de soldados de más edad resultó ser un duro golpe para el prestigio de Gran Bretaña y su posición negociadora en el tratado que puso fin a la guerra.

## Consecuencias
Aunque la batalla fue pequeña en número, es históricamente significativa por tres razones:
- Condujo a la firma de un tratado de paz y más tarde a la Convención de Pretoria entre los británicos y la reinstaurada República Sudafricana que puso fin a la primera guerra bóer.
- Las tácticas militares de fuego y movimiento ("vuur en beweging" en afrikáans) empleadas por los bóeres, especialmente por el comandante Nicolas Smit en su asalto final a la colina, se adelantaron años a su tiempo.
- Junto con las derrotas en Laing's Nek y Schuinshoogte, esta tercera derrota aplastante a manos de los bóeres creó una leyenda temible en las mentes de los británicos que perduró hasta la segunda guerra bóer, cuando "Recuerden Majuba" se convirtió en un grito de guerra.

Algunos historiadores británicos han argumentado que la derrota marcó el comienzo de la decadencia del Imperio británico. La primera guerra bóer fue la primera vez desde la guerra de Independencia de Estados Unidos que Gran Bretaña se vio obligada a reconocer la independencia de una posesión anterior a la guerra o a firmar un tratado en términos desfavorables que cedió una cantidad significativa de territorio. En conflictos anteriores, incluso si sufrieron derrotas iniciales, los casos en que los británicos no obtuvieron finalmente una victoria decisiva fueron muy raros. Dado que la política exterior británica desalentaba la negociación desde cualquier otra posición que no fuera una posición de fuerza, Majuba fue la primera vez que Gran Bretaña fue derrotada en los enfrentamientos finales de una guerra. Esa posición pasa por alto que la primera guerra bóer, aunque podría decirse que fue la primera derrota inequívoca de Gran Bretaña desde la independencia de Estados Unidos, pasó en gran medida desapercibida para el público en general. Gran Bretaña se libró de gran parte de la vergüenza de la derrota gracias a los términos pactados que pusieron fin a la guerra.
En virtud de la Convención de Pretoria de 1881, la monarca británica se convirtió en jefa de Estado en el Transvaal, que fue declarado una entidad autónoma, no independiente, bajo soberanía británica. Aunque eso nunca fue más que una ficción legal, pronto derogada por la Convención de Londres de 1884, Gran Bretaña todavía podía negar formalmente su derrota. Antes del descubrimiento de oro en el Transvaal en 1886, se presumía ampliamente que la República de Transvaal no sobreviviría económicamente a largo plazo de todos modos. Además, las potencias emergentes, como los Estados Unidos, ya estaban actuando en abierto desafío a la hegemonía británica en ese momento, y hay poca evidencia de que la derrota de Gran Bretaña en el breve conflicto de baja intensidad tuviera algún efecto significativo en las relaciones exteriores del Imperio británico. La Primera Guerra Anglo-Bóer, en el mejor de los casos, puede considerarse un revés temporal para el Imperio británico, que continuaría expandiéndose durante varias décadas y finalmente recuperaría todo el territorio perdido en 1881 durante la segunda guerra bóer (1899-1902).